# Santos de Guápiles
Santos de Guápiles Fútbol Club – kostarykański klub piłkarski z siedzibą w mieście Guápiles, występujący w Primera División de Costa Rica.